# Baie Ancón de Sardinas
Pour les articles homonymes, voir Ancón et Sardinas.
La baie Ancón de Sardinas (espagnol : bahía Ancón de Sardinas) est une baie de l'océan Pacifique située à la frontière entre la Colombie et l'Équateur.

## Géographie
La baie Ancón de Sardinas est bordée au nord par le département colombien de Nariño (municipalité de Tumaco) et au sud par la province équatorienne d'Esmeraldas (ville de San Lorenzo (en)). La frontière maritime est délimitée par un traité signé le 23 août 1975 qui prolonge la frontière terrestre et coupe la baie en deux. 
Le río Mira débouche à l'extrémité nord de la baie.
La partie équatorienne de la baie est protégée au sein de la réserve écologique Cayapas Mataje (es).